# Зарицька Анастасія Олексіївна
Анастасі́я Олексі́ївна Зари́цька (* 1998) — чеська та українська тенісистка. З 2012 по 2017 рік виступала за збірну України.

## З життєпису
Народилась 1998 року в місті Прага. 2016-го вийшла у фінал відкритого чемпіонату Австралії серед юніорів у парній команді з партнеркою Даяною Ястремською, де вони програли парі Ганна Калінська / Тереза Мігалікова. 2017 року змінила громадянство.
Виграла чотири одиночних і дев'ять парних титулів на ITF Women's Circuit.
Також виступала в тенісній Бундеслізі з 2017 року. Зіграла свій останній міжнародний турнір у серпні 2021 року.